# Liste des sites Ramsar au Chili
Cet article recense les zones humides du Chili concernées par la convention de Ramsar.

## Statistiques
La convention de Ramsar est entrée en vigueur au Chili le 27 novembre 1981.
En janvier 2020, le pays compte 14 sites Ramsar, couvrant une superficie de 3 620,2 km2.

## Liste
| Site                                                                          | Région                            | Notes | Date             | Superficie (km²) | Altitude (m)  | Identifiant Ramsar | Identifiant WDPA | Coordonnées                        | Photo |
| ----------------------------------------------------------------------------- | --------------------------------- | ----- | ---------------- | ---------------- | ------------- | ------------------ | ---------------- | ---------------------------------- | ----- |
| Sanctuaire naturel Carlos Anwandter (es)                                      | Fleuves                           |       | 27 juillet 1981  | 48,77            | 0 - 2         | 222                | 67856            | 39° 40′ 59″ sud, 73° 10′ 59″ ouest |       |
| Salar de Surire (es)                                                          | Arica et Parinacota               |       | 2 décembre 1996  | 158,58           | 4 200         | 873                | 145518           | 18° 51′ sud, 69° 00′ ouest         |       |
| Salar del Huasco                                                              | Tarapacá                          |       | 2 décembre 1996  | 60,00            | 3 500         | 874                | 145521           | 20° 18′ 00″ sud, 68° 49′ 59″ ouest |       |
| Salar de Tara (es)                                                            | Antofagasta                       |       | 2 décembre 1996  | 964,39           |               | 875                | 145520           | 22° 55′ 59″ sud, 67° 15′ 00″ ouest |       |
| Système hydrologique de Soncor du salar de l'Atacama                          | Antofagasta                       |       | 2 décembre 1996  | 671,33           |               | 876                | 145522           | 23° 18′ 00″ sud, 68° 10′ 01″ ouest |       |
| Complexe lacustre de la laguna del Negro Francisco et de la laguna Santa Rosa | Atacama                           |       | 2 décembre 1996  | 624,60           | 4 363         | 877                | 145519           | 27° 27′ 00″ sud, 69° 13′ 01″ ouest |       |
| Zone humide El Yali (es)                                                      | Valparaíso                        |       | 2 décembre 1996  | 5,20             | 0 - 50        | 878                | 145517           | 33° 49′ 59″ sud, 71° 37′ 59″ ouest |       |
| Sanctuaire naturel de la laguna Conchalí (es)                                 | Coquimbo                          |       | 2 février 2004   | 0,34             | 0             | 1374               | 902324           | 31° 52′ 59″ sud, 71° 30′ 00″ ouest |       |
| Baie Lomas                                                                    | Magallanes et Antarctique chilien |       | 6 décembre 2004  | 589,46           | 0 - 5         | 1430               | 902393           | 52° 37′ 59″ sud, 69° 10′ 01″ ouest |       |
| Salar Aguas Calientes IV (es)                                                 | Antofagasta                       |       | 14 août 2009     | 155,29           |               | 1870               | 555542780        | 24° 58′ 59″ sud, 68° 37′ 59″ ouest |       |
| Salar de Pujsa (es)                                                           | Antofagasta                       |       | 14 août 2009     | 173,97           |               | 1871               | 555542781        | 23° 10′ 59″ sud, 67° 31′ 59″ ouest |       |
| Parc Andino Juncal                                                            | Valparaíso                        |       | 22 mai 2010      | 137,96           | 2 500 - 5 000 | 1909               | 555542779        | 32° 55′ 01″ sud, 70° 03′ 00″ ouest |       |
| Salines de Huentelauquén                                                      | Coquimbo                          |       | 2 février 2015   | 27,72            | 0 - 30        | 2237               | 555624168        | 31° 34′ 37″ sud, 71° 33′ 25″ ouest |       |
| Zones humides côtières de la baie de Tongoy                                   | Coquimbo                          |       | 21 novembre 2018 | 2,59             | 2 - 18        | 2361               | 555643515        | 30° 17′ 49″ sud, 71° 32′ 35″ ouest |       |